# Сконска война
Сконската война (на шведски: Skånska kriget) се води от 1675 до 1679 г. в балтийския регион, като от едната страна воюва Швеция, а от другата – Бранденбург-Прусия, Дания и малките германски държавици Брауншвайг и Мюнстер. Войната бележи сериозна криза на шведската империя в Балтика, но Швеция успява да се измъкне невредима.

## Политическа обстановка и причини
До възцаряването на Карл XI през 1660 г. Швеция е агресивна сила, която непрекъснато разширява владенията си. Тя контролира Финландия, Прибалтика (днешните Естония, Литва и Латвия), и северогерманската област Померания.
По време на Малката северна война през 1650-те години в резултат на изключителната си агресивност шведският крал Карл X отнема от Дания областта Сконеланд в южните части на Скандинавския полуостров, части от Норвегия и острови в Балтийско море.
Дания е обладана от изключителен дух на реваншизъм, насочен най-вече към Сконеланд. В същото време набиращата мощ германска държава Бранденбург има нескрити апетити към важните шведски крепости в Померания Шчечин и Щралзунд, а Брауншвайг и Мюнстер искат да завладеят епископството Бремен-Ферден, тогава под шведска власт.
При този вражески кръг, към който следва да прибавим и Русия и Полша, Швеция се управлява от крал-дете и неговото алчно и безотговорно регентство. Регентите се съгласяват да подкрепят политиката на Франция в Германия срещу годишни субсидии, с което тръгват против интересите на държавата. По този начин те подготвят катастрофата, с която започва Сконската война.

## Ход на войната
През 1675 г. френският крал Луи XIV решава да поиска награда за всичките пари, които дава на Швеция и я принуждава да нападне Бранденбург, чиито войски тогава воюват с французите по Рейн. Бранденбургският курфюрст Фридрих Вилхелм тръгва против шведите и ги разбива без особено усилие при Фербелин. Скоро той навлиза в Померания, а германските му съюзници – в Бремен-Ферден. Нидерландия също се намесва против Швеция и на 1 юни 1676 г. в битката при Йоланд унищожава почти напълно шведския флот. Пряката последица от това е, че датският крал Кристиан V нахлува в Сконе, приет с ентусиазъм от недоволното население. За 2 месеца под негова власт се връщат всички стари датски владения, както и отнетите през 1645 г. норвежки земи.
През декември обаче Карл XI напада датчаните при Лунд и успява да ги победи (виж битка при Лунд). За ожесточението на това сражение говори фактът, че повече от половината от участвалите войници загиват.
След победата Карл разкъсва обсадата на Малмьо и за втори път успява да победи датчаните при Ландскруна (14 юли 1677), с което слага край на тяхната офанзива.
Ако нещата на Скандинавския полуостров завършват добре за Швеция, в Германия те непрекъснато се влошават. През декември 1677 г. обединени германски сили превземат Шчечин – важна крепост в устието на река Одер. На следващата година пада и крепостта Щралзунд, с което Западна Померания попада изцяло под контрола на Бранденбург.
Опитът на шведите да отклонят германските сили, като нападнат Източна Прусия (тогава владение на Бранденбург) е провален от блестящите отбранителни действия на Фридрих Вилхелм.

## Мирните договори
През 1678 г. свършва Холандската война в Западна Европа и Франция се намесва в балтийските дела. Луи XIV защитава своя шведски съюзник, като настоява пред враговете му да върнат всичко, отнето през войната. Той кани представителите на воюващите страни във Франция.
През февруари 1679 г. чрез договора от Фонтенбло се помиряват Дания и Швеция, а през юни в Сен Жермен – Бранденбург и Швеция. През септември в Лунд е подписан окончателният мирен договор между Дания и Швеция. Според тези документи войната приключва без териториални промени.